# Kapkuckuck

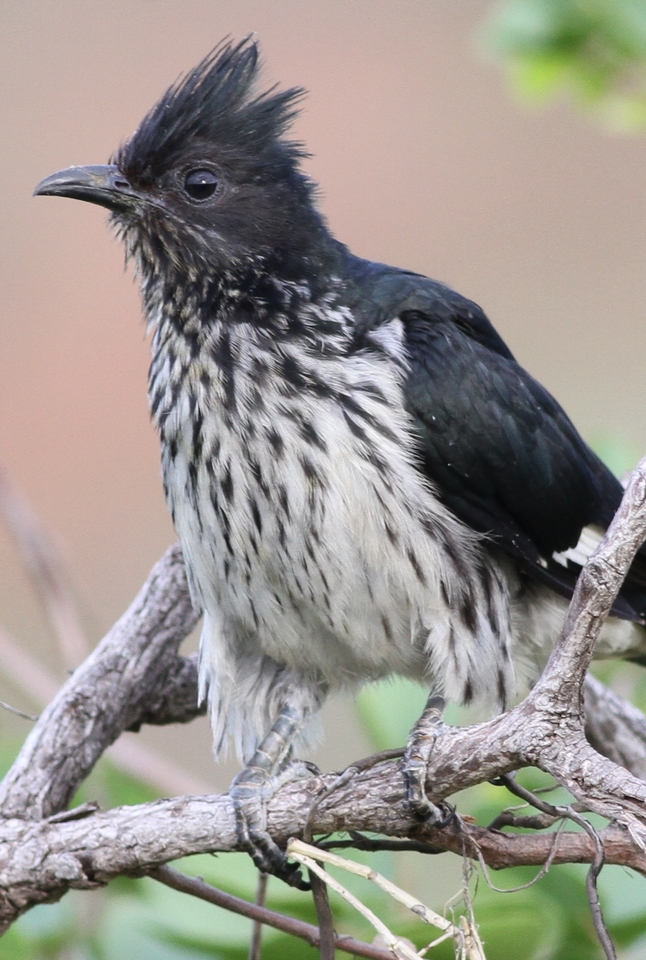
Kapkuckuck, Kruger-Nationalpark

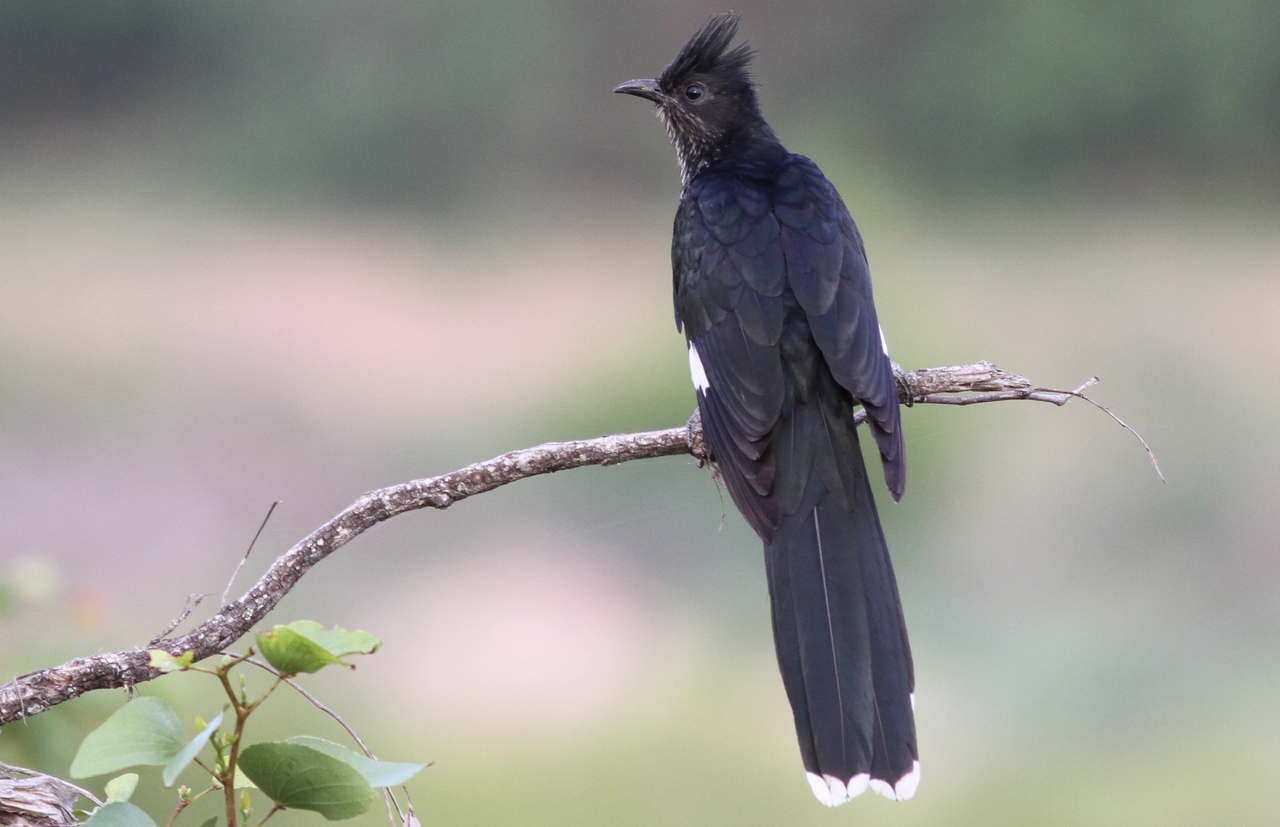
Kapkuckuck, Rückseite

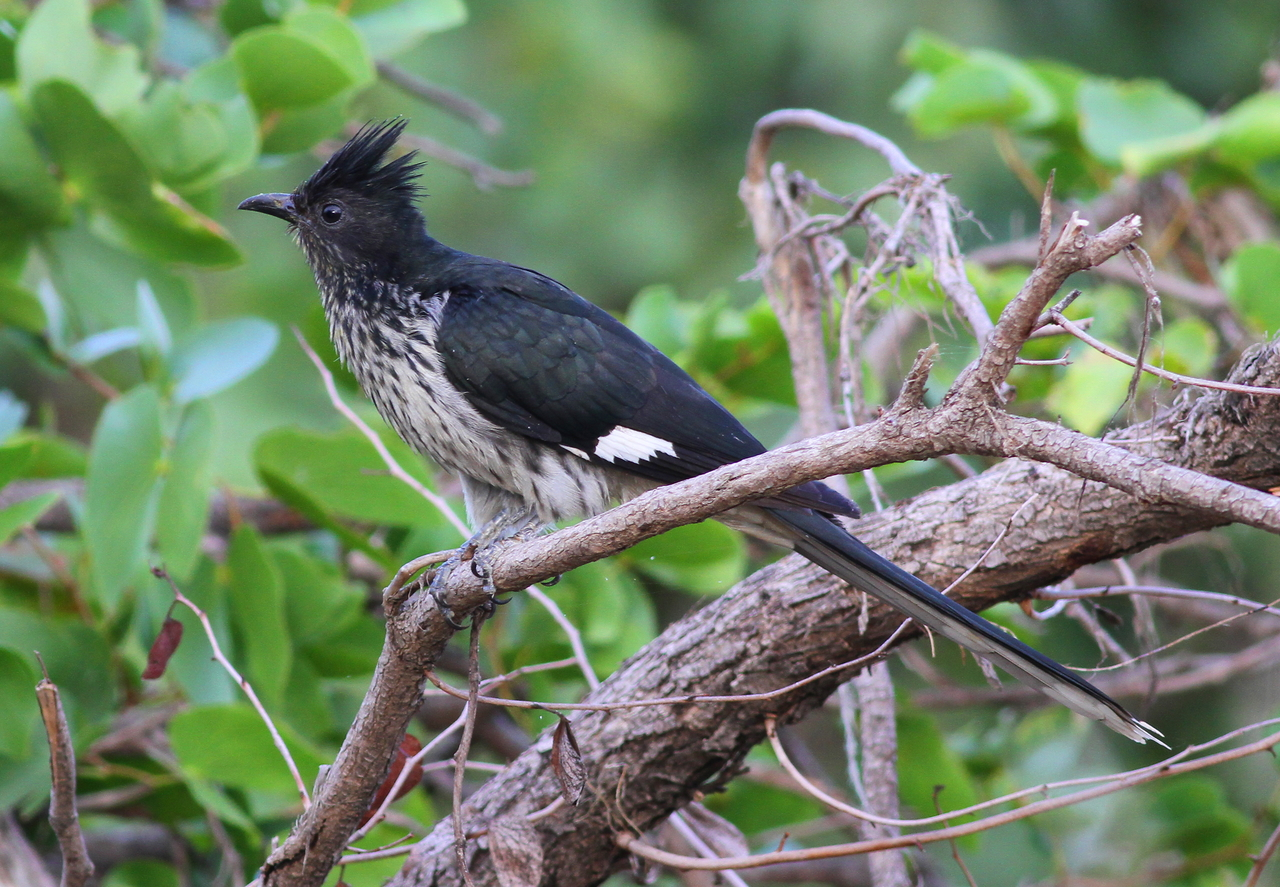
Kapkuckuck, Krüger-Nationalpark

Der Kapkuckuck (Clamator levaillantii, Syn.: Oxylophus levaillantii) ist eine Art aus der Familie der Kuckucksvögel, der zu den sogenannten Schopfkuckucken gehört. Er ist ein mittelgroßer, schlanker Kuckuck, der in Afrika beheimatet ist. Sein Verbreitungsgebiet reicht von Senegal und Somalia bis nach Namibia und Südafrika. In Teilen seines afrikanischen Verbreitungsgebietes ist er ein Zugvogel. Trotz seines großen Verbreitungsgebietes gilt der Kapkuckuck als monotypisch.
Wie viele Arten innerhalb der Kuckucke ist der Kapkuckuck ein obligatorischer Brutparasit, der seinen Nachwuchs nicht selber groß zieht. Wirtsvögel gehören überwiegend den Timalien an.
Das Artepitheton levaillantii erinnert an den französischen Naturforscher und Forschungsreisenden François Levaillant. Die Bestandssituation des Kapkuckucks wird mit  (= least concern – nicht gefährdet) angegeben, da die Art in ihrem Verbreitungsgebiet teilweise häufig ist und kein erkennbarer Bestandsrückgang verzeichnet werden kann.

## Merkmale
Der Kapkuckuck erreicht eine Körperlänge von 39 Zentimeter, auf den Schwanz entfallen dabei durchschnittlich rund 22 Zentimeter. Der Schnabel hat eine Länge von 2,6 Zentimeter. Die Männchen wiegen zwischen 106 und 140 Gramm, die Weibchen zwischen 102 und 141 Gramm.
Es gibt keinen ausgeprägten Geschlechtsdimorphismus. Sowohl bei Männchen als auch den Weibchen ist der Kopf von der Schnabelbasis über die Augen bis zu dem Nacken, die Federhaube sowie die Körperoberseite glänzend schwarz. Die ansonsten schwarzen Flügel weisen jeweils einen auffallenden weißen Spiegel auf, der durch die Basis der äußeren Handschwingen gebildet wird.
Die Körperunterseite ist mattweiß bis cremefarben. Kehle, und die Halsseiten sind auffällig schwarz gestrichelt. Auf der Brust ist die dunkle Strichelung individuell variabel, grundsätzlich ist sie jedoch lichter als an Kehle und Halsseiten. der Schwanz ist gestuft, die schwarzen Steuerfedern weisen weiße Spitzen auf. Auch die Flanken und Hüften sind dunkel gestrichelt. Der Schwanz ist gestuft, die schwarzen Steuerfedern weißen weiße Spitzen auf.
Es gibt im Osten Afrikas eine seltene Farbmorphe, die bis auf die Flügelspiegel und die reduzierten weißen Schwanzspitzen völlig schwarz ist.
Jungvögel sind entweder matter gefärbt als die adulten Vögel oder haben ein rostbraunes bis gelegentlich sogar zimtfarbenes Gefieder. Das glänzend schwarzes Gefieder entwickelt sich fünf bis sechs Wochen nachdem sie flügge geworden sind, die Federhaube ist jedoch zunächst kleiner. Der Flügelspiegel fehlt zunächst, auch die weißen Schwanzspitzen sind zunächst nicht sehr ausgeprägt. Die Nestlinge sind beim Schlupf nackt und haben zunächst eine kräftig rosa Haut und ähneln so den Nestlingen der typischen Wirtsvögel. Nach 5 Tagen ist die Hautfarbe schwärzlich.
In Afrika überlappt sich das Verbreitungsgebiet des Kapkuckucks mit dem ähnlich aussehenden Jakobinerkuckuck, der gleichfalls zur Gattung der Schopfkuckucke gehört. Der Jakobinerkuckuck ist kleiner, hat einen kürzeren Schwanz, eine weiße Kehle und Brust.

## Verbreitungsgebiet
Das Verbreitungsgebiet des Kapkuckucks erstreckt sich von Mauretanien, Senegal und Gambia bis nach Eritrea, Äthiopien und Somalia. In südlicher Richtung reicht es bis in den Norden von Maibai, dem Transvaal, Natal sowie vereinzelt bis zum Ostkap. In weiten Teilen des Verbreitungsgebietes gibt es sowohl Stand- als auch Zugvögel.
Der Kapkuckuck zieht in den Süden seines Verbreitungsgebietes in dem Zeitraum Oktober bis März oder April. In den nördlichen Teil seines Verbreitungsgebietes zieht er bis Mitte Mai und verlässt diesen wieder in den Monaten Juli bis August.

## Lebensraum
Der Kapkuckuck bevorzugt dicht bewachsene, luftfeuchte Savannengebiete. Er ist außerdem in der Gras-Dornbusch-Savanne, in lichten Wäldern entlang Flüssen, in der Akazien-Savanne, Gärten und auf baumbestandenen landwirtschaftlichen Flächen anzutreffen. In Ostafrika hält er sich grundsätzlich in Regionen auf, die einen Regenfall von mehr als 500 Millimeter aufweisen. Er kommt dort gelegentlich bis in Höhenlagen von 2100 Meter vor.

## Lebensweise
Während der Brutzeit ist der Kapkuckuck gewöhnlich in Paaren oder in kleinen Trupps von bis zu vier Vögeln zu beobachten. Er ist grundsätzlich ein eher unauffälliger Vogel, fällt aber durch seine klaren flötenden piu -Rufe auf, die bis zu 21 mal wiederholt werden. Andere Rufe sind harsche kur, kur, kur-Rufe, die bis zu 12 Mal wiederholt werden.
Die Männchen zeigen ein territoriales Verhalten, bei den Weibchen ist dieses nur schwach ausgeprägt. Ihre Reviergrenze signalisierende Kapkuckucke sitzen in waagrechter Körperhaltung auf Ästen, die Federhaube ist gesträubt und der Schwanz zeigt nach oben. Die Flügel sind dabei häufig gespreizt, die Rufe von einer nickenden Kopfbewegung begleitet.

## Nahrung
Der Kapkuckuck frisst überwiegend Insekten. Eine besonders große Rolle spielen dabei behaarte Raupen, wie es bei vielen Kuckucken typisch ist. Daneben frisst der Kapkuckuck aber auch fliegende Termiten und Ameisen, Käferlarven, Heuschrecken und Grillen.

## Fortpflanzung

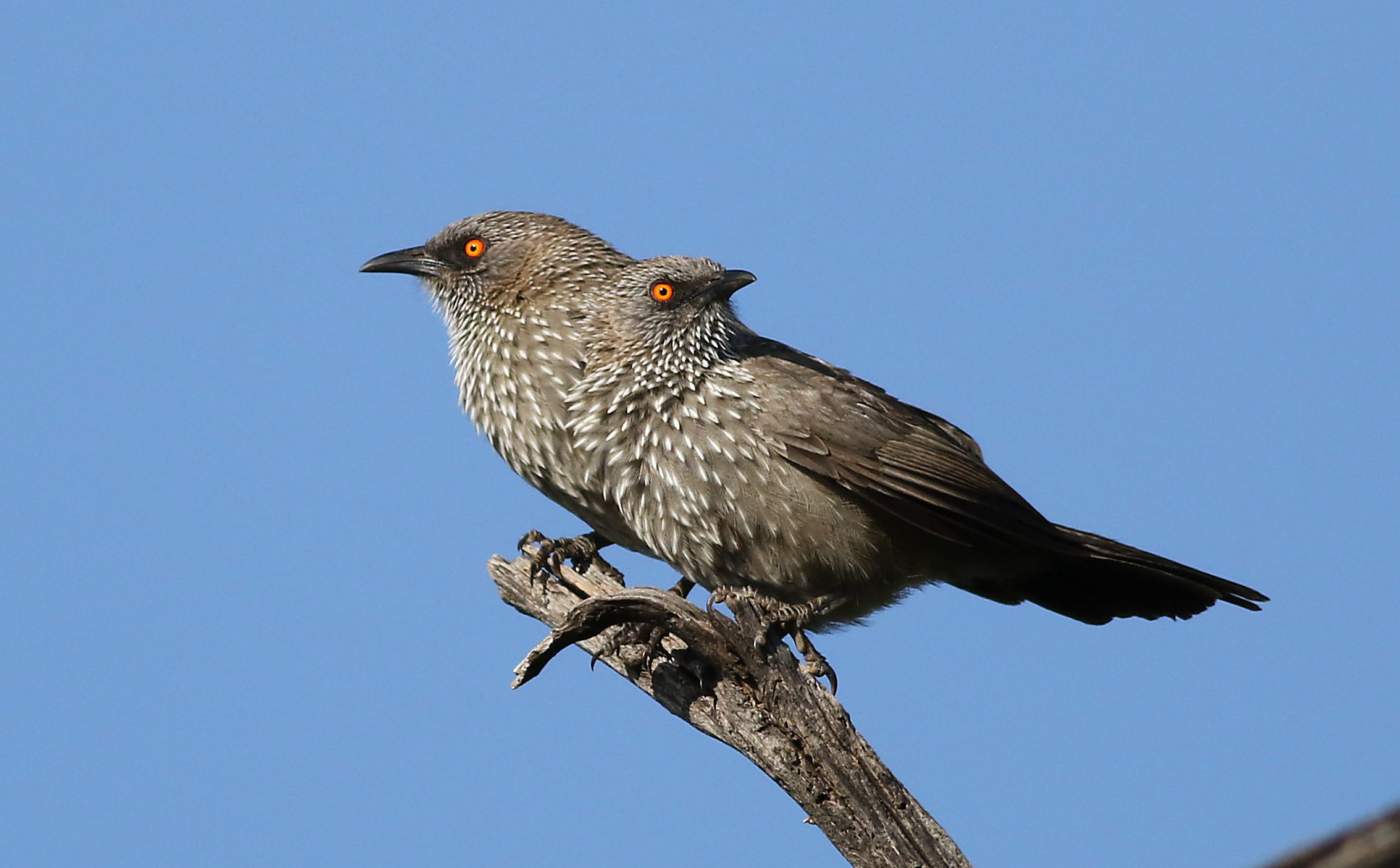
Zwei Braundrosslinge, häufige Wirtsvögel des brutschmarotzenden Kapkuckucks

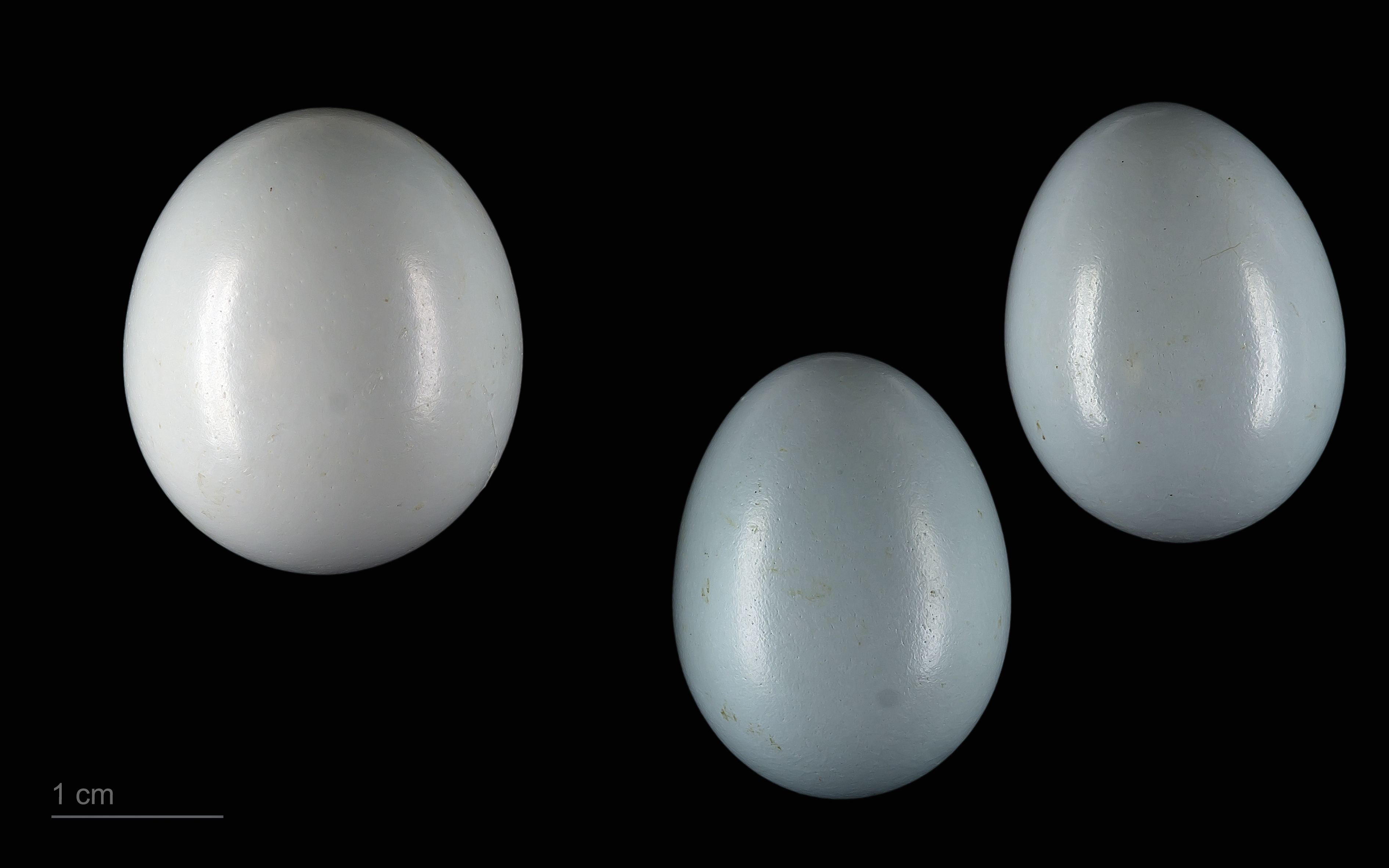
Links: Clamator levaillantii rechts: Turdoide plebejus, Sammlung Museum von Toulouse

Kapkuckucke sind wie alle Arten der Schopfkuckucke obligatorische Brutschmarotzer. Die Eier dieser Art sind oval und geringfügig stärker rundlich als die der meisten Wirtsvogeleltern. Die Eierschalen sind 0,5 Gramm schwer und 0,16 Millimeter dick. Ähnlich wie der Jakobinerkuckuck legt der Kapkuckuck türkisblaue Eier, die in ihrer Farbe den meisten der Wirtsvogelarten entsprechen.
Nester der Wirtsvögel weisen gelegentlich mehr als ein Ei dieser Kuckucksart auf, weil nicht nur ein Weibchen des Kapkuckucks ihr Nest parasitiert hat. Bei der Eiablage wird gewöhnlich ein Ei von dem Weibchen angepickt oder sogar aus dem Nest entfernt. Die Wirtsvögel gehören gewöhnlich zur Familie der Timalien, eine besonders stark parasitierte Vogelart innerhalb dieser Familie ist der Braundrossling. In Sambia weisen 7,5 Prozent aller Braundrossling-Nester auch Eier dieser Kuckucksart auf.
Zu den typischen Verhaltensweisen des Kapkuckucks gehört es, dass das Männchen die Wirtsvögel ablenkt und das Weibchen in dieser Zeit unauffällig ein Ei in das Nest legt. Dieses Verhalten ist für viele brutschmarotzende Vogelarten typisch. Typisch ist auch, dass das Weibchen nur wenige Sekunden zur Eiablage benötigt. Zu den gleichfalls charakteristischen Verhaltensweisen eines brutschmarotzenden Kuckucks gehört es, dass das Weibchen ein Ei des Wirtsvogelnestes zerstört – dazu pickt sie es entweder an oder trägt es aus dem Nest und lässt es draußen fallen. Johngard hält fest, dass die meisten Timalien sich der Anwesenheit eines Kuckuckseis in ihrem Nest bewusst sind. Insbesondere für Braundrosslinge sind mehrere Fälle dokumentiert, dass diese ihr Nest unmittelbar nach der Eiablage durch ein Kapkuckuckweibchen aufgeben. Dies geschieht auch, wenn sie ihr Gelege nicht nur abgeschlossen haben, sondern auch bereits mit der Bebrütung begonnen haben.
Die Nestlinge schlüpfen nach einer Brutzeit von 11 Tagen. Die vergleichsweise kurze Brutzeit ist ein Indiz dafür, dass bereits im Eileiter eine Bebrütung stattfindet.  Der Bettelruf der Nestlinge ähnelt denen der Braundrosslinge.
Anders als es bei dem in Mitteleuropa beheimateten Kuckuck üblich ist, werfen die Nestlinge des Kapkuckucks weder Eier noch die anderen Nestlinge aus dem Nest. Jedoch wachsen sie schneller als ihre Nistgeschwester heran und sind deshalb beim Futtererbetteln durchsetzungsfähiger als diese. In einem vom Kapkuckuck parasitierten Nest wachsen entsprechend eine geringere Anzahl von Nestlingen des Wirtsvogels heran. Die Nestlinge des Kapkuckucks sind schnell wüchsig und sind bereits nach neun bis 10 Tagen flügge. Flügge gewordene Jungvögel des Kapkuckucks sind allerdings weitere drei bis fünf Wochen von der Fütterung der Wirtsvogeleltern abhängig.

## Einzelbelege
1. ↑  Johnsgard: The Avian Brood Parasites. S. 150.
2. 1 2 3 4   Erhitzøe, Mann, Brammer, Fuller: Cuckoos of the World. S. 267.
3. ↑  Bo Beolens, Michael Watkins: Whose Bird? Men and Women Commemorated in the Common Names of Birds. Christopher Helm, London 2003, ISBN 0-7136-6647-1, S. 205.
4. ↑   Clamator levaillantii in der Roten Liste gefährdeter Arten der IUCN 2012. Eingestellt von: BirdLife International, 2008. Abgerufen am 6. September 2016.
5. 1 2  Johnsgard: The Avian Brood Parasites. S. 151.
6. ↑   Erhitzøe, Mann, Brammer, Fuller: Cuckoos of the World. S. 270.
7. 1 2 3 4   Erhitzøe, Mann, Brammer, Fuller: Cuckoos of the World. S. 268.
8. ↑   Rufe des Kapkuckucks auf Xeno-Canto, aufgerufen am 6. September 2016.
9. 1 2   Erhitzøe, Mann, Brammer, Fuller: Cuckoos of the World. S. 269.
10. 1 2 3 4 5  Johnsgard: The Avian Brood Parasites. S. 152.